# Canadá en los Juegos Olímpicos de la Juventud 2018
Canadá participó en los Juegos Olímpicos de la Juventud 2018 en Buenos Aires, Argentina, celebrados entre el 6 y el 18 de octubre de 2018. La delegación estuvo conformada por 72 atletas compitiendo en 20 deportes. Obtuvo tres medallas de plata y seis de bronce.

## Deportes

### Atletismo
| Sexo | Atleta      | Evento       | Stage 1 | Stage 1 |
| Sexo | Atleta      | Evento       | Result  | Rank    |
| ---- | ----------- | ------------ | ------- | ------- |
| W    | Dolly Grabi | Discus Throw | 45'20   | 10      |

## Medallero
Las medallas entregadas a los participantes de los equipos con miembros de distintos países son representadas en cursiva.
| Medalla           | Nombre | Deporte         | Evento               | Fecha  |
| ----------------- | --- | --------------- | -------------------- | ------ |
| Medalla de oro    | Brian Yang | Bádminton       | Relevos mixto        | 12 oct |
| Medalla de plata  | Emma Misak | Baile deportivo | Evento femenino      | 8 oct  |
| Medalla de plata  | Madison Broad | Natación        | 200 m braza femenino | 9 oct  |
| Medalla de plata  | Felix Dolci | Gimnasia        | Aros masculino       | 14 oct |
| Medalla de bronce | Keegan Young | Judo            | 81 kg masculino      | 8 oct  |
| Medalla de bronce | Finlay Knox | Natación        | 200 m masculino      | 8 oct  |
| Medalla de bronce | Rachel Krapman | Judo            | Equipo mixto         | 10 oct |
| Medalla de bronce | Ethan McClymont | Taekwondo       | +73 masculino        | 11 oct |
| Medalla de bronce | Alexander Milanovich | Natación        | 50 m pecho masculino | 12 oct |
| Medalla de bronce | Emma Spence | Gimnasia        | Evento femenino      | 13 oct |
| Medalla de bronce | Delaney Aikens Taylor Black Kendra Cousineau Hunter Czeppel Olivia De Couvreur Brooklynn Feasby Lizzie Gibson Madison Grant Carmen Izyk Aleisha Lewis Maggie Mackinnon Keyara Wardley | Rugby sevens    | Torneo femenino      | 15 oct |

| Presea        | Medalla de oro | Medalla de plata | Medalla de bronce | Total |
| ------------- | -------------- | ---------------- | ----------------- | ----- |
| TOTAL OFICIAL | 0              | 3                | 6                 | 9     |

## Competidores
| Deporte             | Masculino | Femenino | Total |
| ------------------- | --------- | -------- | ----- |
| Tiro con arco       | 1         | 0        | 1     |
| Atletismo           | 5         | 10       | 15    |
| Bádminton           | 1         | 0        | 1     |
| Voleibol playa      | 0         | 2        | 2     |
| Boxeo               | 2         | 0        | 2     |
| Baile deportivo     | 1         | 1        | 2     |
| Clavados            | 1         | 1        | 2     |
| Esgrima             | 1         | 2        | 3     |
| Hockey sobre césped | 9         | 0        | 9     |
| Golf                | 1         | 1        | 2     |
| Gimnasia            | 2         | 2        | 4     |
| Judo                | 1         | 1        | 2     |
| Remo                | 0         | 1        | 1     |
| Rugby]              | 0         | 12       | 12    |
| Tiro deportivo      | 1         | 0        | 1     |
| Escalada            | 0         | 1        | 1     |
| Natación            | 4         | 4        | 8     |
| Taekwondo           | 1         | 0        | 1     |
| Triatlón            | 1         | 0        | 1     |
| Lucha               | 1         | 1        | 2     |
| Total               | 33        | 39       | 72    |